# Кустин (Житомирская область)
Кустин (укр. Кустин) — село на Украине, находится в Бердичевском районе Житомирской области.
Код КОАТУУ — 1820881802. Население по переписи 2001 года составляет 176 человек. Почтовый индекс — 13341. Телефонный код — 4143. Занимает площадь 1,314 км².

## Адрес местного совета
13345, Житомирская область, Бердичевский р-н, с.Гардышевка, ул.Гагарина, 8